# Jauja
Cet article concerne une localité péruvienne. Pour le film de Lisandro Alonso, voir Jauja (film).
Jauja est une ville du Pérou, située dans la région de Junín et capitale de la province de Jauja. Cette ville fut fondée par Francisco Pizarro le 25 avril 1534 en tant que première capitale du Pérou.